# 大胸櫛麗魚
大胸櫛麗魚，為輻鰭魚綱鱸形目隆頭魚亞目慈鯛科櫛麗魚屬的其中一種，分布於非洲坦尚尼亞東南部的淡水流域，體長可達7公分，已滅絕。